# Napier City Rovers
El Napier City Rovers es un equipo de fútbol de Nueva Zelanda que juega en la Central Premier League, la máxima división del sistema de ligas de la Asociación de Fútbol Central.
Fue fundado en 1973 en la ciudad de Napier por la fusión del Napier Rovers y el Napier City.

## Palmarés
- Liga Nacional de Nueva Zelanda (4): 1989, 1993, 1998 y 2000.
- Copa Chatham (5): 1985, 1993, 2000, 2002 y 2019.[1]
- Central Premier League (2): 2012 y 2015.[1]